# Petr Pudhorocký
Petr Pudhorocký (* 13. června 2001) je český fotbalový záložník hrající v 1. české lize za FC Hradec Králové .

## Klubová kariéra
Pudhorocký s fotbalem začínal v FK Hýskov, odkud v devíti letech přestoupil do Sparty. Před sezonou 2020/21 povýšil do sparťanské třetiligové rezervy. V té debutoval 27. září v utkání 6. kola proti rezervě Příbrami (výhra 3:0), šlo o debut v základní sestavě a připsal si 2 asistence na dva góly Patráka. První gól vstřelil 11. října Sokolu Hostouň (výhra 4:1), když využil centr Polidara. Více ve své první sezoně nemohl odehrát, jelikož byla třetí liga kvůli covidu-19 nejprve přerušena a následně kompletně zrušena; Sparta B jako nejlepší celek odehrané části postoupila do 2. ligy. V té debutoval 1. srpna 2021 proti Prostějovu. Záhy se stal hráčem základní sestavy.